# アシモフズ・サイエンス・フィクション
アシモフズ・サイエンス・フィクション（Asimov's Science Fiction）は、アメリカで発行されているSF小説専門雑誌。SF作家アイザック・アシモフの名を冠している。日本では略して「アシモフズ誌」と呼ばれる事が多い。
1977年にアイザック・アシモフズ・サイエンス・フィクション・マガジン（Isaac Asimov's Science Fiction Magazine）の名で創刊。当初は季刊誌だったが、隔月刊、月刊を経て、現在は年10冊のペースで発行されている。1992年に出版社変更に伴い現在の誌名となった。
アシモフ自身は編集にはタッチしていなかったが、生前は巻頭のエッセイと読者投稿へのコメントを担当していた（エッセイの一部は短編集『ゴールド-黄金』に収録されている）。
日本では、本誌と提携したSF専門雑誌『SF宝石』が光文社から1979年～1981年に出版されている。また初期の作品のセレクト本が、『さようなら、ロビンソン・クルーソー』『気球に乗った異端者』（小松左京・かんべむさし編となっているが、実際は解説対談のみ）として、集英社文庫から1978年・1979年に刊行されている。

## 歴代編集長
- George H. Scithers - 1977年～1982年
- Kathleen Moloney - 1982年
- Shawna McCarthy - 1983年～1985年
- ガードナー・ドゾワ（Gardner Dozois） - 1986年～2004年
- Sheila Williams - 2004年～